# Fosterella rojasii
Fosterella rojasii är en gräsväxtart som först beskrevs av Lyman Bradford Smith, och fick sitt nu gällande namn av Lyman Bradford Smith. Fosterella rojasii ingår i släktet Fosterella och familjen Bromeliaceae. Inga underarter finns listade i Catalogue of Life.